# Iva Miteva
Iva Miteva Iordanova-Rupcheva (n. 25 octombrie 1972, Razgrad, Razgrad, Bulgaria) este o avocată și politiciană bulgară.

## Biografie
Iva s-a născut în orașul Razgrad pe 25 octombrie 1972 și a absolvit Universitatea din Sofia în 1996. Ea efectuează o teză de doctorat prin intermediul Academiei de Științe din Bulgaria.

## Carieră
Iva și-a început cariera la Ministerul Justiției din Bulgaria în 1998. A lucrat pentru Comisia pentru afaceri juridice înainte de a conduce direcția legislativă și juridică a Parlamentului UE. Ea a fost implicată în redactarea regulilor parlamentare, redactarea modificărilor la Codul Electoral și propunerea de amendamente la Constituție. De asemenea, este lector la Noua Universitate Bulgară în cadrul Departamentului de Drept.
Iva este membru al partidului Există un Astfel de Popor și a fost ales în Adunarea Națională din Bulgaria în 2020 ca unul dintre cei 23 de membri ai circumscripției din Sofia. Ea a fost aleasă Președinte al celei de-a 45-a Adunări Naționale din Bulgaria la 15 aprilie 2021, la prima sesiune a Parlamentului după alegerile din 4 aprilie, la care niciun partid nu a câștigat majoritatea necesară pentru a forma singur guvernul. Iva a fost ales de ceea ce președintele Rumen Radev a numit un parlament "fragmentat" care exprimă dorința alegătorilor de schimbare cu 163 de voturi pentru și 75 de abțineri, toate din Partidul GERB care și-a votat propriul candidat și fostul președinte Tsveta Karaiancheva. Iva a spus că "transparența și responsabilitatea" trebuie să fie principiile directoare ale Adunării, citând personajul bulgar al Renașterii Naționale, Todor Ikonomov. Iva este a treia femeie care deține funcția de Președinte. În a doua ședință a noii adunări, Iva a prezidat un vot pentru aprobarea demisiei guvernului premierului Boiko Borisov.
La 21 iulie 2021, ea a fost realeasă ca președinte al celei de-a 46-a Adunări Naționale din Bulgaria.